# Ginkgo (genre)
Pour les articles homonymes, voir Ginkgo.
Genre

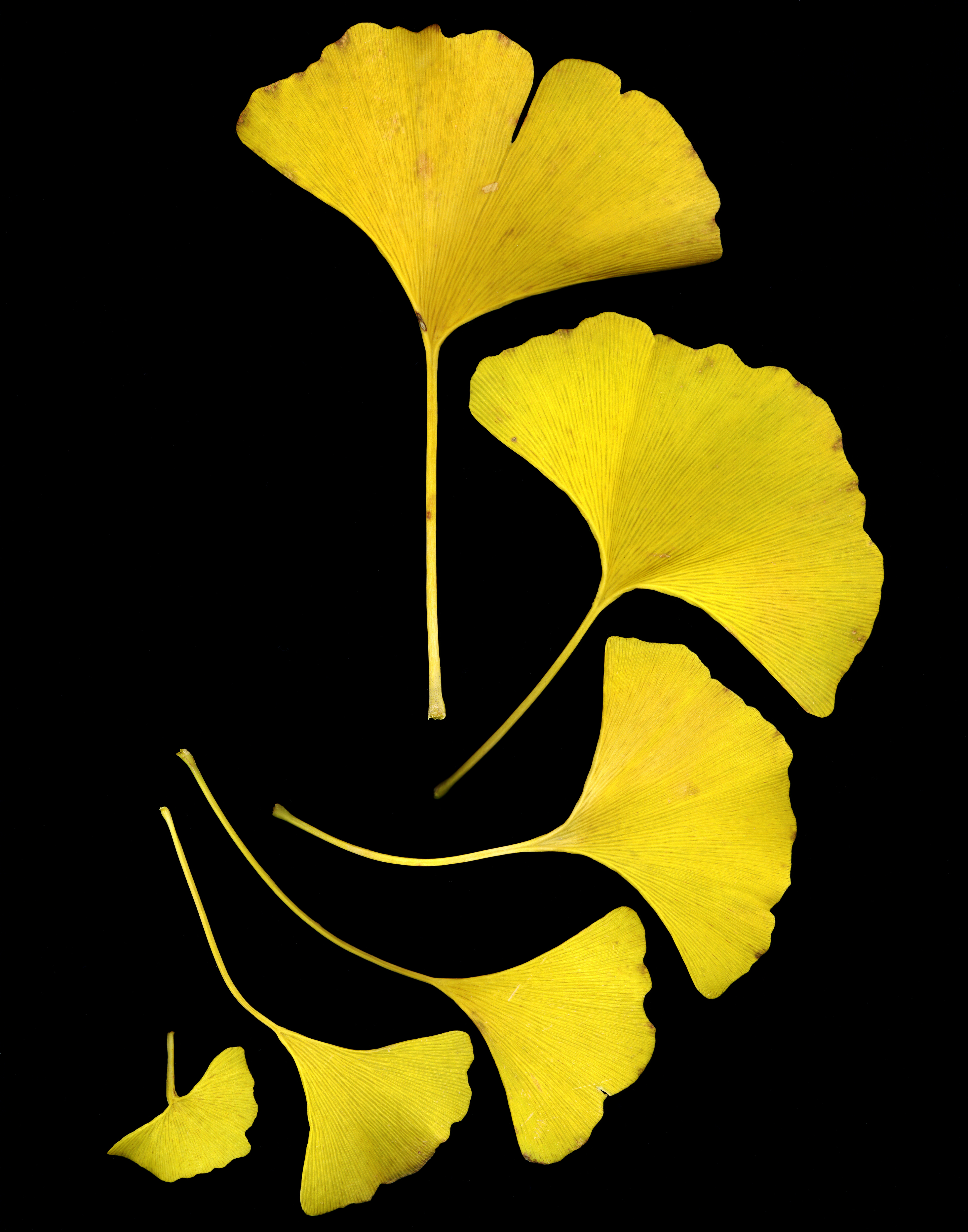
Feuilles de Ginkgo biloba en automne, seule espèce de Ginkgo existante aujourd'hui.

Ginkgo est un genre de plante sans fleur de la famille des Ginkgoaceae. On considère classiquement que le genre Ginkgo est apparu à l'ère Paléozoïque. En effet, on retrouve, à cette ère notamment, des fossiles très proches de l'espèce actuelle Ginkgo biloba. Il était alors composé de plusieurs espèces, mais il n'en subsiste plus qu'une (Ginkgo biloba). La notion actuelle d'espèce étant bien plus liée à la connaissance que l'on a de la génétique et de l'interfécondité des individus d'un groupe vivant que de la ressemblance morphologique au sein de ce groupe, il est prématuré de prétendre donner un âge à la seule espèce actuelle.
On évoque souvent, comme pour le cœlacanthe notamment, le terme de « fossile vivant » pour qualifier Ginkgo biloba. Cette appellation n'est aujourd'hui plus utilisée par les scientifiques, car elle donne l'idée que cette espèce n'a pas évolué depuis les premiers fossiles qui lui sont attribués. Il reste toutefois remarquable que la morphologie des Ginkgo (ou Protoginkgo) fossiles et de l'espèce actuelle soient très similaires.

## Synonyme
- Salisburia Sm.

## Espèces
- † Ginkgo abaniensis (2004)
- † Ginkgo adiantoides (Heer, 1874)
- † Ginkgo ananievii (1992)
- † Ginkgo angusticuneata (1960)
- † Ginkgo antartica (1898)
- † Ginkgo apodes (Zheng & Zhou, 2004)
- † Ginkgo australis (Drinnan & Chambers, 1986)
- † Ginkgo aviamnica (Anderson & Anderson, 1989)
- † Ginkgo baieraeformis (Czier, 1998)
- Ginkgo biloba
- † Ginkgo bonesii (Barghoorn & Prakash, 1962)
- † Ginkgo capillata (Kiritchkova & Kostina, 2004)
- † Ginkgo celebris (Kirithkova, 1985)
- † Ginkgo chilinensis (Zhang, 1980)
- † Ginkgo chlonoviae (Nosova & Golovnev, 2014)
- † Ginkgo cordilobata (Schweityer & Kirchner, 1995)
- † Ginkgo coriacea ( Florin, 1936)
- † Ginkgo cranei (Zhou, Quan & Liu, 2012)
- † Ginkgo cuneifolius (Czier, 1998)
- † Ginkgo curvata (Chen & Meng, 1988)
- † Ginkgo dahlii (Manum & Bose, 1991)
- † Ginkgo dayanensis (Zhang, 1980)
- † Ginkgo delicata (Samylina, 1967)
- † Ginkgo denmarkensis (Anderson & Anderson, 1989)
- † Ginkgo digitata (Heer, 1874)
- † Ginkgo dissecta (Musteo, 2002)
- † Ginkgo dutoitii (Anderson & Anderson, 1989)
- † Ginkgo ferganensis (Brick ex Sixtel, 1960)
- † Ginkgo florinii (Samylina, 1967)
- † Ginkgo gardnerii (Florin, 1936)
- † Ginkgo ginkgoidea (Yang, Friis & Zhou, 2008)
- † Ginkgo gomolitzkyana (Nosova, 2012)
- † Ginkgo hamiensis (Wang & Sun, 2017)
- † Ginkgo heeri (Doludenko & Rasskazova, 1972)
- † Ginkgo hermelinii (Nathorst ex Hartz, 1896)
- † Ginkgo horelensis (Kirithkova & Batjaeva, 1992)
- † Ginkgo huttonii (Heer, 1876)
- † Ginkgo ingentiphylla (Meng & Chen)
- † Ginkgo insolita (Samylina, 1991)
- † Ginkgo iranicus (Czier, 1998)
- † Ginkgo issykkulensis (Genkina, 1966)
- † Ginkgo jiayinensis (Quan, Sun, & Zhou, 2010)
- † Ginkgo kamtschatica (Budants, 1983)
- † Ginkgo kokinensis (Gomolitzky, 1971)
- † Ginkgo lanceoloba (Kiritchkova, 1969)
- † Ginkgo yimaensis (Zhang & Zhou, 1989)
- † Ginkgo sibrica (Heer, 1876)

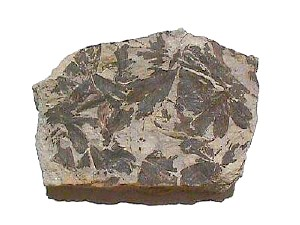
Feuilles fossiles de Ginkgo datant du Jurassique (Angleterre)

## Évolution
Des feuilles fossiles ayant une morphologie proche de l'espèce actuelle G. biloba remontent à la période Permien (-251 à -299 Ma).
Le genre s'est diversifié et étendu à tout le continent Eurasie au Jurassique et au Crétacé, mais il s'est raréfié par la suite, probablement sous l'effet de la concurrence avec les plantes à fleurs (apparues au Crétacé).
À la fin du Pliocène, les fossiles de Ginkgo disparaissent de toutes les régions du monde, à l'exception d'une petite région de la Chine centrale où ils se trouvent encore.
Seules sont certaines la différenciation entre les espèces G. biloba (dont G. adiantoides n'était peut-être qu'une variété) et G. gardneri dont des fossiles du Paléocène ont été trouvés en Écosse.
Les caractéristiques de développement du Ginkgo sont :
- très longue durée de vie ;
- conservatisme écologique (adapté aux sols légers près des rivières) ;
- faible densité de population.

## Mode de culture et de reproduction
Du fait que le genre est monotypique, voir